# 李昱 (成化進士)
李昱（1441年—？），字孟暘，河南南陽府鄧州內鄉縣人，明朝政治人物。進士出身。

## 生平
河南鄉試第六名。成化二年（1466年）丙戌科會試第二百四十八名，殿試登進士第三甲第一百九十三名。

## 家族
曾祖李宗逸。祖父李實，贈通判。父李素，曾任同知。